# Villeneuve-la-Lionne
Villeneuve-la-Lionne és un municipi francès, situat al departament del Marne i a la regió del Gran Est. L'any 2007 tenia 296 habitants.

## Demografia

### Població
El 2007 la població de fet de Villeneuve-la-Lionne era de 296 persones. Hi havia 110 famílies, de les quals 20 eren unipersonals (16 homes vivint sols i 4 dones vivint soles), 39 parelles sense fills, 35 parelles amb fills i 16 famílies monoparentals amb fills.
La població ha evolucionat segons el següent gràfic:
Habitants censats

### Habitatges
El 2007 hi havia 165 habitatges, 116 eren l'habitatge principal de la família, 36 eren segones residències i 13 estaven desocupats. 162 eren cases i 2 eren apartaments. Dels 116 habitatges principals, 99 estaven ocupats pels seus propietaris, 13 estaven llogats i ocupats pels llogaters i 4 estaven cedits a títol gratuït; 1 tenia una cambra, 7 en tenien dues, 20 en tenien tres, 30 en tenien quatre i 58 en tenien cinc o més. 87 habitatges disposaven pel capbaix d'una plaça de pàrquing. A 41 habitatges hi havia un automòbil i a 69 n'hi havia dos o més.

### Piràmide de població
La piràmide de població per edats i sexe el 2009 era:
| Homes | Edats   | Dones |
| ----- | ------- | ----- |
| 0     | 95 o +  | 0     |
| 0     | 90 a 94 | 0     |
| 0     | 85 a 89 | 0     |
| 0     | 80 a 84 | 4     |
| 0     | 75 a 79 | 0     |
| 4     | 70 a 74 | 4     |
| 8     | 65 a 69 | 12    |
| 4     | 60 a 64 | 4     |
| 12    | 55 a 59 | 8     |
| 20    | 50 a 54 | 16    |
| 8     | 45 a 49 | 4     |
| 4     | 40 a 44 | 8     |
| 4     | 35 a 39 | 12    |
| 20    | 30 a 34 | 4     |
| 0     | 25 a 29 | 12    |
| 16    | 20 a 24 | 0     |
| 12    | 15 a 19 | 0     |
| 16    | 10 a 14 | 0     |
| 12    | 5 a 9   | 0     |
| 4     | 0 a 4   | 12    |

## Economia
El 2007 la població en edat de treballar era de 204 persones, 155 eren actives i 49 eren inactives. De les 155 persones actives 140 estaven ocupades (77 homes i 63 dones) i 15 estaven aturades (9 homes i 6 dones). De les 49 persones inactives 17 estaven jubilades, 16 estaven estudiant i 16 estaven classificades com a «altres inactius».

### Ingressos
El 2009 a Villeneuve-la-Lionne hi havia 115 unitats fiscals que integraven 304,5 persones, la mediana anual d'ingressos fiscals per persona era de 18.482 €.

### Activitats econòmiques
Dels 8 establiments que hi havia el 2007, 1 era d'una empresa de fabricació d'altres productes industrials, 1 d'una empresa de construcció, 3 d'empreses de transport i 3 d'empreses de serveis.
L'únic servei als particulars que hi havia el 2009 era un paleta.
L'any 2000 a Villeneuve-la-Lionne hi havia 10 explotacions agrícoles que ocupaven un total de 1.040 hectàrees.

## Poblacions més properes
El següent diagrama mostra les poblacions més properes.